# 浦嶋神社
浦嶋神社（うらしまじんじゃ）は、京都府与謝郡伊根町本庄浜にある神社。旧社格は郷社。浦嶋伝説が伝わる。宇良神社（うらじんじゃ）とも呼ばれる。

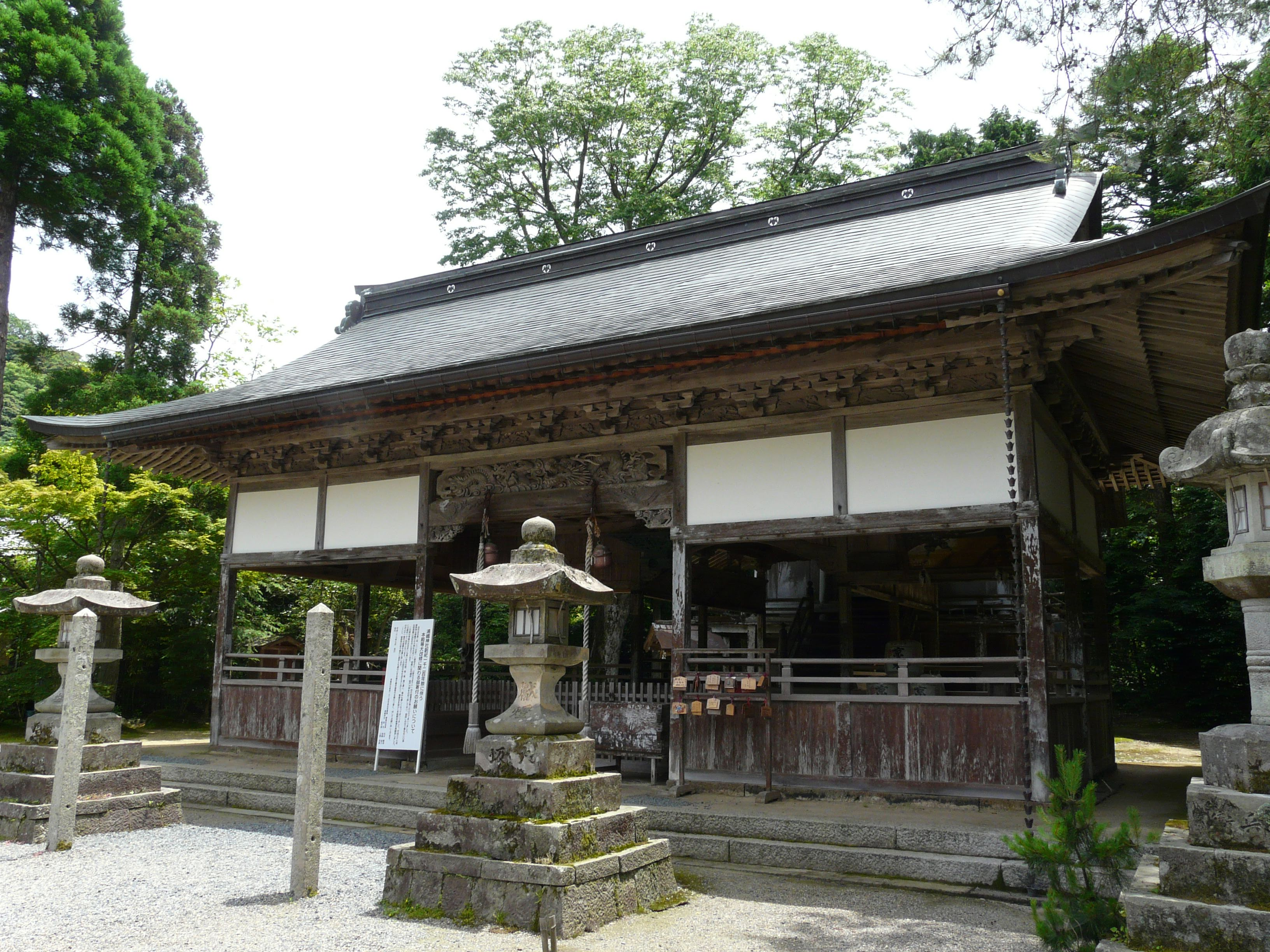
拝殿

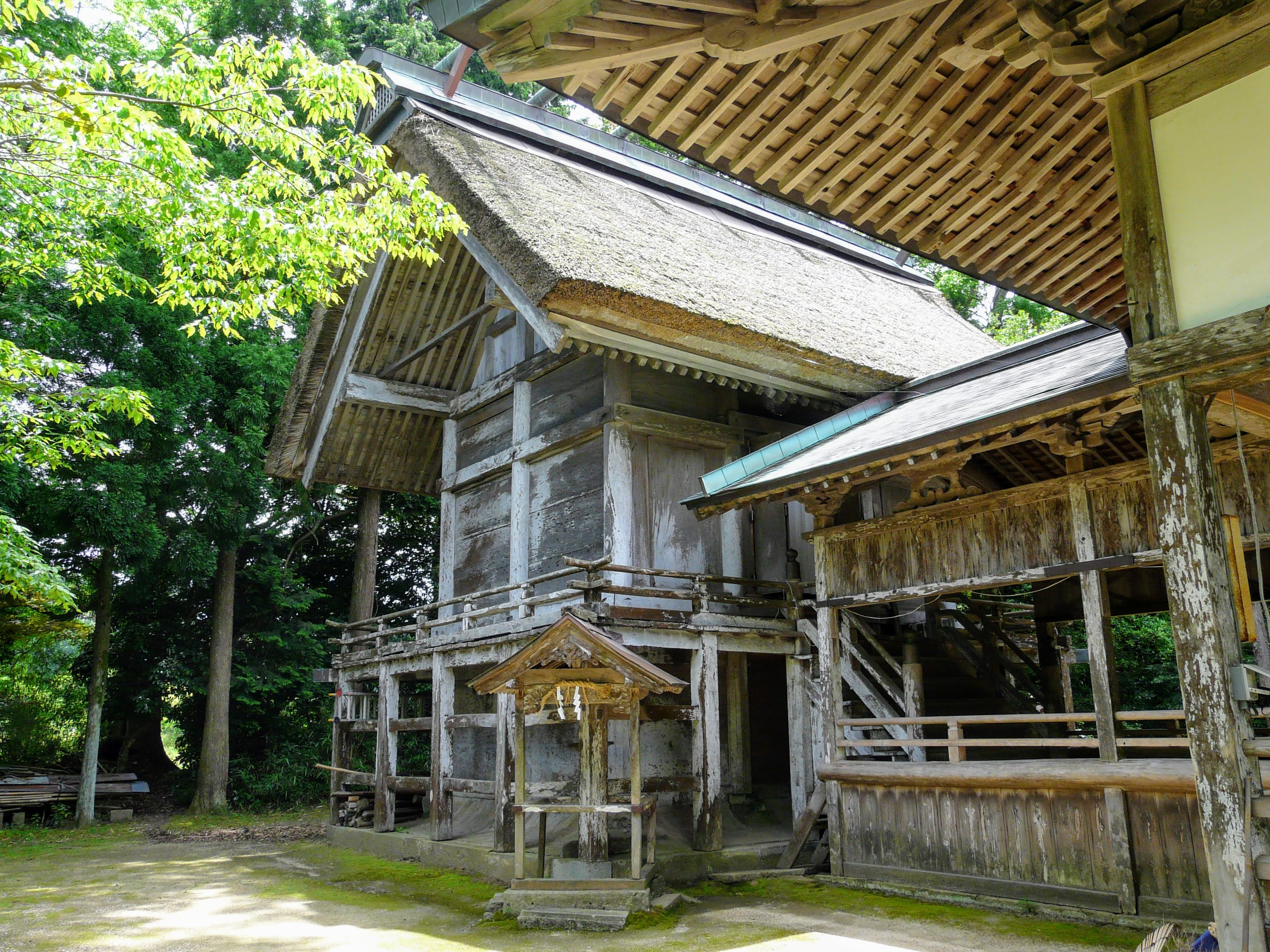
本殿と中殿

## 祭神
主祭神
- 浦嶋子（浦島太郎）

相殿神
- 月読命（つくよみのみこと）
- 祓戸大神（はらえどのおおかみ）

## 歴史
社伝によると、創祀年代は平安時代、淳和天皇の825年（天長2年）7月22日とされ、浦嶋子を筒川大明神として祀るのが始めであると伝えられる。宇良神社とも呼ばれ、延長5年（927年）「延喜式神名帳」所載によると『宇良神社(うらのかむやしろ)』と記されている。伝承によると、淳和天皇は、「浦嶋子が、雄略天皇22年（478年）7月7日美婦に誘われ常世の国へ行き、347年を経て、天長2年（825年）に戻った」との話を聞き、浦嶋子を筒川大明神と名付け、小野篁を勅旨として社殿が造営されたとされる。

## 祭事
- 元旦祭（1月1日）
- 節分祭（2月 節分の日）
- 宵宮（3月16日日の入り刻）
- 祈年祭（3月17日午前9時）
- 延年祭（3月17日午前10時）
- 例大祭（8月6日-宵宮、7日-例大祭）
- 新嘗祭（12月7日）
- 月次祭（毎月7日、17日）

## 文化財

### 重要文化財
- 紙本著色浦嶋明神縁起 1巻 （絵画）- 1971年（昭和46年）6月22日指定[2]。

室町時代前半頃の絵巻。絵巻の主題は浦島子伝説だが、宇良神社の縁起として描かれており、物語の後に神社の建立と祭礼の場面がある。説明文は無いが絵の内容として、後世の御伽草子が一般化する以前の絵入り物語であり、通常の大和絵の画風であるが、着色に一種独特の雰囲気があり、以後に盛んとなる御伽草子の先駆的作例で、浦島明神縁起絵として唯一である。
- 刺繍桐桜土筆文肩裾小袖 （工芸品）-  1964年（昭和39年）1月28日[3]。

神服、安土桃山時代。白練緯地の小袖の肩と裾の部分を州浜形に区切って、桐、桜、土筆（つくし）菫、蒲公英などの文様を刺繍で表す。五色の平糸が使用された華麗な構図と手法は桃山時代の特色を表わし、当初の仕立、縫方等を窺うことの出来る資料である。

### 登録有形文化財（国登録）
- 拝殿及び中殿 - 2014年4月15日登録[4]。

1884年（明治17年）中井権次による建立で、1946年 - 1965年に改修が行われている。木造平屋建、銅板葺、建築面積 93平方メートル。後方に中殿を張出し、広い柱間で桁行三間梁間二間。割拝殿形式で、床上から天井までの約半分程度の壁がなく開放され高欄がつく。
- 本殿 - 2014年4月15日登録[6]。

1884年（明治17年）建立。木造平屋建、茅葺、建築面積26平方メートル。

### 京都府指定文化財
- 有形文化財
  - 紙本著色浦嶋明神縁起（掛幅本）（絵画） - 1999年（平成11年）3月19日指定[8]。
  - 浦嶋社・宇良神社棟札類 10枚（古文書） - 2014年（平成26年）3月24日指定[9]。
  - 紙本墨書続浦嶋子伝記（書跡・典籍） - 2022年（令和4年）3月22日指定[10]。
- 無形民俗文化財
  - 宇良神社祭礼芸能 - 1985年（昭和60年）5月15日指定[8]。

### 京都府登録文化財
- 無形民俗文化財
  - 宇良神社延年祭 - 1988年（昭和63年）4月15日登録[8]。

## 現地情報
所在地
- 京都府与謝郡伊根町本庄浜191

交通アクセス
- 京都丹後鉄道宮豊線 天橋立駅 → 丹海バス 浦嶋神社前 → 徒歩
- 京都縦貫自動車道 宮津天橋立IC → 国道176号 → 国道178号